# August Roese
August Julius Roese (* 16. April 1807 in Eisenach; † 7. Oktober 1891 ebenda) war ein deutscher Kommunalpolitiker und der erste Oberbürgermeister der Stadt Eisenach.

## Leben
Roese entstammte einer großbürgerlichen Eisenacher Familie. Sein Vater Christian Roese  war Kammerrat. Seine Mutter Ernestine Friedericke war die Tochter des Gothaer Verlegers Justus Perthes. Roese erhielt eine umfassende schulische Ausbildung in Eisenach und Gotha, 1826 legte er sein Abitur am Eisenacher Gymnasium ab. Darauf studierte er an der Universität Jena Rechtswissenschaft. 1826 wurde er Mitglied, später Ehrenmitglied des Corps Saxonia Jena. 1839 heiratete er Ernestine Stollberg, mit der er sieben Kinder hatte.

## Wirken
Nach dem Studium hatte er zunächst verschiedene Posten in der Verwaltung des Herzogtums Sachsen-Weimar-Eisenach inne. Er war ab Oktober 1830 Stadtschreiber in Eisenach und wirkte an der Neuordnung des Eisenacher Stadtarchivs maßgeblich mit. In Weimar fand er Zugang zur großherzoglichen Landesverwaltung. Eine ihm dort 1838 angebotene Stelle in der Großherzoglichen Landesdirektion nutze Roese, um sich mit den Dienstabläufen und den Hierarchien in der Landesbehörde vertraut zu machen. Diese Kenntnisse kamen ihm als künftiger Bürgermeister in der zweiten Residenzstadt Eisenach zugute.
August Roese wurde nach seiner Rückkehr aus Weimar am 26. Januar 1847 zum Oberbürgermeister der Stadt Eisenach auf Lebenszeit ernannt und am 28. Januar 1847 feierlich in sein Amt eingeführt. Im Zuge der Märzrevolution 1848 gelang es Roese, durch Aufstellen einer Bürgergarde die Ruhe in der Stadt zu bewahren. Begünstigt durch das Zeitalter der Industrialisierung setzte er eine Reihe von infrastrukturellen Maßnahmen durch. So veranlasste er den Bau eines Gaswerkes, damit die Straßen der Stadt beleuchtet werden konnten, und ließ Wasserleitungen und eine neue unterirdische Kanalisation erbauen.
Auch die Vergrößerung des Stadtgebietes durch Eingemeindungen kleinerer Vororte war eine notwendige Maßnahme, um die wirtschaftliche Entwicklung der Stadt vorzubereiten. 1850 ließ Roese den Vorort Ehrensteig und das südlich der Stadt befindliche Waldgebiet Eisenacher Wildbann  eingemeinden. Während seiner Amtszeit stieg die Einwohnerzahl der Stadt Eisenach von ca. 9.000 auf rund 20.000.
Am 30. September 1884 schied Roese aus seinem Amt als Bürgermeister aus, am 1. Oktober 1884 wurde ihm die Ehrenbürgerschaft verliehen. Mit 37 Jahren Amtszeit ist er der Eisenacher Oberbürgermeister mit der bislang längsten Amtsperiode.
Roese verstarb am 7. Oktober 1891. Ein Nachruf würdigte ihn mit den Worten: „… er war ein Bürger hochgeschätzt von allen, geliebt und geachtet von seinen Mitbürgern, ein Mann ohne jeden Feind“.